# Per Lillie (1624–1686)
Per Lillie (Lillie af Greger Mattssons ätt), född 23 november 1624, död 3 mars 1686, var en svensk militär.

## Biografi
Per Lillie föddes 1624. Han var son till Chrisman Lillie och Alfrida Kruse af Elghammar. Lillie blev 5 februari 1637 student vid Uppsala universitet och 16 oktober 1665 överstelöjtnant vid Artilleriet, samt sedan kommendant på Vaxholm. Han avled 1686 i Stockholm och begravdes i Björnlunda kyrka. Lillies vapen uppsattes i Bromma kyrka.

### Egendom
Lillie ägde gårdarna Kleva i Björnlunda socken och Götevik.

### Familj
Lillie gifte sig med Maria Rosenstierna (död 1692), dotter av generalriksräntmästaren Mårten Rosenstierna och Beata Böckman. De fick tillsammans barnen kammarherren Chrisman Lillie (1652–1682) och Beata Lillie (1654–1696) som var gift med friherre Johan Skytte af Duderhof.